# Iberdrola Open
O Iberdrola Open foi um torneio masculino de golfe no circuito europeu da PGA disputado em 2010 e 2011, no Pula Golf Club, em Son Servera na ilha de Maiorca, Espanha. O local fora anteriormente anfitrião do Mallorca Classic, antigo torneio da PGA.

## Campeão
| Ano                                 | Campeão        | País             | Pontuação      | Par            | Margem de vitória | Vice-campeão(ões)     |
| Iberdrola Open                      | Iberdrola Open | Iberdrola Open   | Iberdrola Open | Iberdrola Open | Iberdrola Open    | Iberdrola Open        |
| ----------------------------------- | -------------- | ---------------- | -------------- | -------------- | ----------------- | --------------------- |
| 2011                                | Darren Clarke  | Irlanda do Norte | 274            | −6             | 3 tacadas         | David Lynn Chris Wood |
| Iberdrola Open Cala Millor Mallorca |                |                  |                |                |                   |                       |
| 2010                                | Peter Hanson   | Suécia           | 274            | −6             | Playoff           | Alejandro Cañizares   |